# The Street Fighter
Pour les articles homonymes, voir Street Fighter.
Série The Street Fighter
Autant en emporte mon nunchaku
(1974)
Pour plus de détails, voir Fiche technique et Distribution.
The Street Fighter (激突! 殺人拳, Gekitotsu! Satsujin ken) est un film japonais réalisé par Shigehiro Ozawa, sorti en 1974. C'est le premier volet d'une trilogie avec Sonny Chiba en vedette. Le film est inédit en France au cinéma ; seul le deuxième volet, Return of the Street Fighter, a été distribué en salles en avril 1977 sous le titre Autant en emporte mon nunchaku,. 
À sa sortie aux États-Unis, il crée la sensation en étant le premier film classé X pour sa violence et non pour un contenu érotique. 

## Synopsis
Le mercenaire Takuma Tsurugi organise l'évasion d'un karatéka condamné à mort grâce à un subterfuge. Mais les commanditaires, le frère et la sœur de l'évadé, n'ont pas les moyens de payer le truand. Ni une ni deux, Tsurugi tue le frère par accident et vend la sœur comme prostituée. Par la suite, Tsurugi refuse la proposition de l'organisation des Cinq Dragons de Hong-Kong d'enlever la jeune héritière de la société pétrolière Vernera. Dès lors, les Cinq Dragons n'ont d'autre choix que de l'éliminer pour ce qu'il sait. Le karatéka évadé apprend la mort de son frère et s'associe à la triade pour tuer Tsurugi. Ces péripéties émaillées de luttes au corps à corps nous amènent au clou du spectacle : le combat final sur un pétrolier où le "Street Fighter" se bat seul contre tous. Les comptes se solderont définitivement sur le pont sous la pluie battante.

## Fiche technique
- Titre : The Street Fighter
- Titre original : 激突! 殺人拳 (Gekitotsu! Satsujin ken?)
- Réalisation : Shigehiro Ozawa
- Scénario : Kōji Takada et Motohiro Torii
- Musique : Toshiaki Tsushima
- Photographie : Ken Tsukakoshi
- Décors : Takatoshi Suzuki
- Société de production : Tōei
- Pays d'origine :  Japon
- Langue originale : japonais
- Format : couleur - 2,35:1 - son mono
- Genres : film d'action, film d'arts martiaux
- Durée : 91 minutes[4]
- Dates de sortie :
  - Japon : 2 février 1974[4]
  - États-Unis : novembre 1974[5]

## Distribution
- Sonny Chiba : Takuma Tsurugi, un malfaiteur professionnel
- Goichi Yamada : « Chameau » Zhang, le collaborateur du précédent
- Yutaka Nakajima : Sarai Hammett, l'héritière d'une compagnie malaise spécialisée dans l'extraction d'énergie fossile
- Tony Cetera : Abdul Jadot
- Masafumi Suzuki : Kendo Masaoka, l'oncle de Sarai
- Etsuko Shihomi : la sœur du karatéka, une jeune fille reconvertie contre son gré dans le travail du sexe
- Chiyoko Kazama : Mlle Yang, membre de l'organisation des Cinq Dragons
- Tatsuo Endo : Bayan, un administrateur de la société Vernera

## La sérieStreet Fighter
Le film connaitra deux suites avec Sonny Chiba en vedette, toutes deux sorties en 1974. La saga est ensuite enrichie de films dérivés centrés sur un personnage féminin incarné par Etsuko Shihomi.

### Suites avec Sonny Chiba
- 1974 : Autant en emporte mon nunchaku (殺人拳２, Satsujin ken 2?, Return of the Street Fighter) de Shigehiro Ozawa
- 1974 : The Street Fighter's Last Revenge (逆襲！殺人拳, Gyakushū! Satsujin ken?) de Shigehiro Ozawa

### Films dérivés avec Etsuko Shihomi
- 1974 : La Karatigresse aux mains d'acier (女必殺拳, Onna hissatsu ken?, Sister Street Fighter) de Kazuhiko Yamaguchi
- 1974 : Sister Street Fighter: Hanging by a Thread (女必殺拳 危機一髪, Onna hissatsu: Ken kiki ippatsu?) de Kazuhiko Yamaguchi
- 1975 : The Return of the Sister Street Fighter (帰って来た女必殺拳, Kaettekita onna hissatsu ken?) de Kazuhiko Yamaguchi
- 1976 : Sister Street Fighter – Fifth Level Fist (女必殺五段拳, Onna hissatsu godan ken?) de Shigehiro Ozawa

### Film dérivé avec Sonny Chiba
- 1976 : Karate Warriors (子連れ殺人拳, Kozure satsujin ken?) de Kazuhiko Yamaguchi

## Hommage
En 1993, le film et ses deux suites font reparler d'eux après la sortie du film True Romance de Tony Scott. Le scénariste Quentin Tarantino, grand fan de la saga et de Sonny Chiba, lui rend hommage dans son script. Le personnage de Clarence va voir les trois films à la suite au cinéma pour son anniversaire.
Tarantino classe ce film 13e de ses 20 films grindhouse préférés. Il offrira un rôle à Sonny Chiba dans Kill Bill.